# Ricardo Blázquez
Ricardo Blázquez Pérez (Villanueva del Campillo, 13 de abril de 1942) es un eclesiástico, teólogo y profesor católico español. Fue arzobispo de Valladolid (2010-2022), y presidente de la CEE en dos periodos no consecutivos: entre 2005-2008 y 2014-2020.

## Biografía

### Primeros años
Nació el 13 de abril de 1942, en el pueblo español de Villanueva del Campillo, Ávila. Fue el segundo hijo del matrimonio conformado por Alfonso Blázquez de la Losa, ganadero y labrador, y de Florencia Pérez de Serranos (1914-2007).

### Formación
El 17 de septiembre de 1955 ingresó en el Seminario Menor de Arenas de San Pedro, donde realizó su formación secundaria. El 23 de septiembre de 1960, ingresó en el Seminario Diocesano de Ávila, donde realizó sus estudios eclesiásticos.

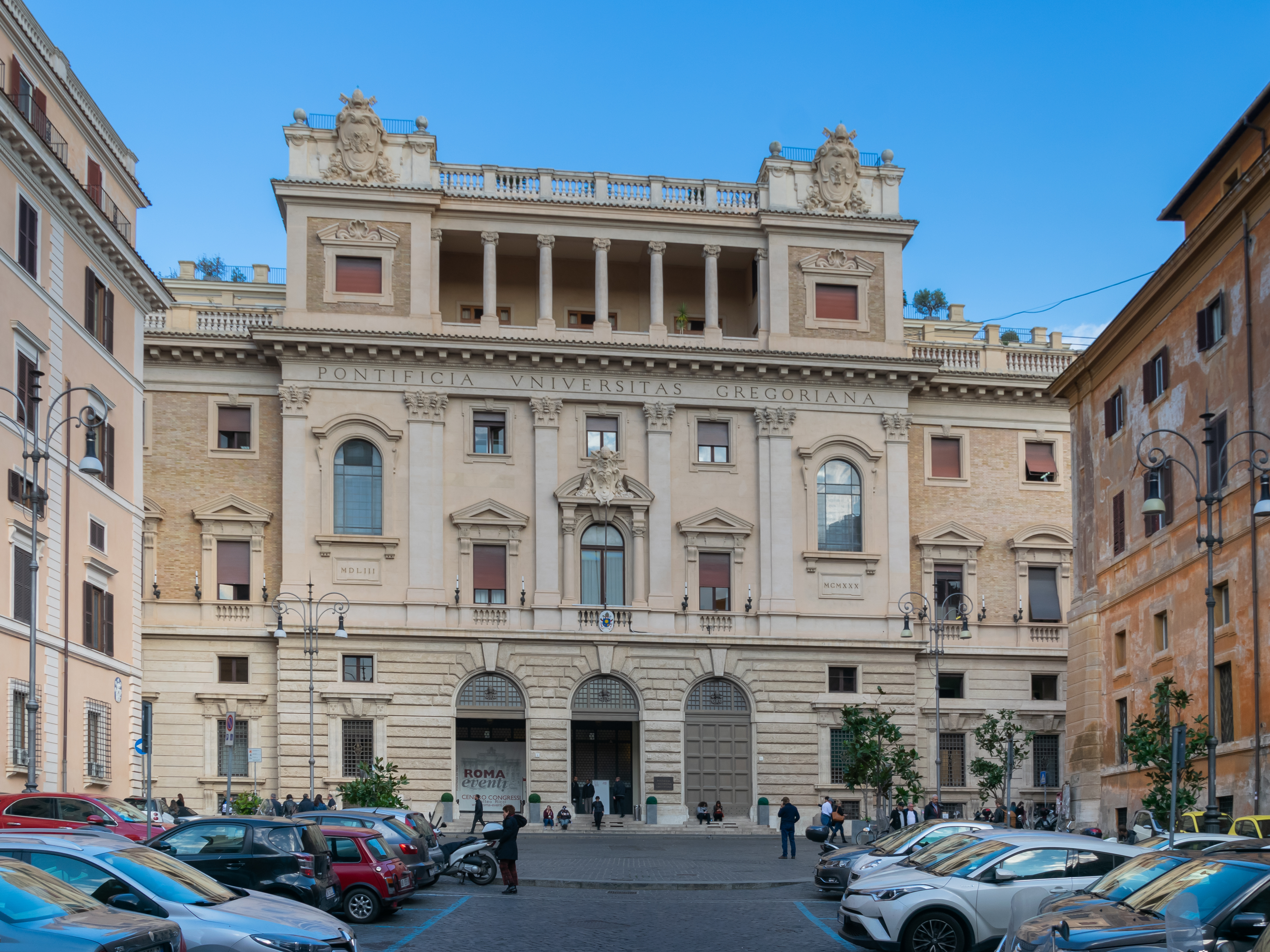
Pontificia Universidad Gregoriana de Roma, donde Blázquez cursó Teología entre 1968 y 1972.

Tras realizar estudios en la Pontificia Universidad Gregoriana (1967-1972), obtuvo la licenciatura en Teología, con una tesina sobre “Antropología y bautismo” en San Gregorio Nacianceno. También obtuvo el doctorado en Teología, con la investigación sobre "La resurrección en la cristología de Wolfhart Pannenberg", lo que lo llevó a residir por largas temporadas en Múnich (Alemania), donde enseñaba el profesor Pannenberg. Durante el curso académico 1970-1971, dirigió un seminario en la Facultad de Teología sobre el tema de su tesis. Finalmente, defendió su tesis doctoral en Roma el 15 de diciembre de 1972.
Es políglota, ya que habla castellano, alemán, italiano, además de dominar el gallego y el hebreo. También posee conocimientos del inglés y el francés. Aprendió euskera durante su paso en Bilbao.

### Sacerdocio
El 17 de diciembre de 1965, adopta la primera tonsura clerical. Recibió las órdenes menores del Ostiariado y Lectorado el 16 de enero de 1966. El 30 de enero siguiente, recibió las órdenes menores del Exorcistado y Acolitado.
Fue ordenado subdiácono el 18 de diciembre de 1966. El 22 de enero de 1967 fue ordenado diácono.
Su ordenación sacerdotal fue el 18 de febrero de 1967, en Ávila, a manos del obispo Santos Moro Briz.
En 1969 conoció y dio catequesis del Camino Neocatecumenal en la Parrocchia della Natività en Roma.
Como sacerdote desempeñó los siguientes ministerios:
- Secretario del Instituto Teológico Abulense (1972-1976).
- Encargado de la formación permanente del clero.
- Profesor de Cristología y Mariología en el Instituto Pontificio San Pío X (Tejares-Salamanca; 1973-1977).
- Profesor de Dogmática (1974-1988) y decano (1978-1981) de la Facultad de Teología,[1] vicerrector (1988) y gran canciller (2000-2005; 2015-2022)[8] de la Universidad Pontificia de Salamanca.
- Director del Teologado de Ávila, en Salamanca (1976-1978).
- Director de la "Cátedra Concilio Vaticano II" del Centro de Estudios Teológicos San Dámaso (1985).

Participó en el Congreso Eucarístico Nacional de Nicaragua,  del 12 al 25 de noviembre de 1986.
En enero de 1987, dictó ejercicios espirituales a los obispos de la Conferencia Episcopal Española (CEE). En enero de 1988, impartió ejercicios espirituales a presbíteros y obispos en La Habana y en el Santuario del Cobre, en Santiago de Cuba.
Acompañó como teólogo a los representantes de la CEE, en la VII Asamblea General Ordinaria del Sínodo de los obispos, Ciudad del Vaticano (1 al 30 de octubre de 1987).

## Episcopado

### Compostela

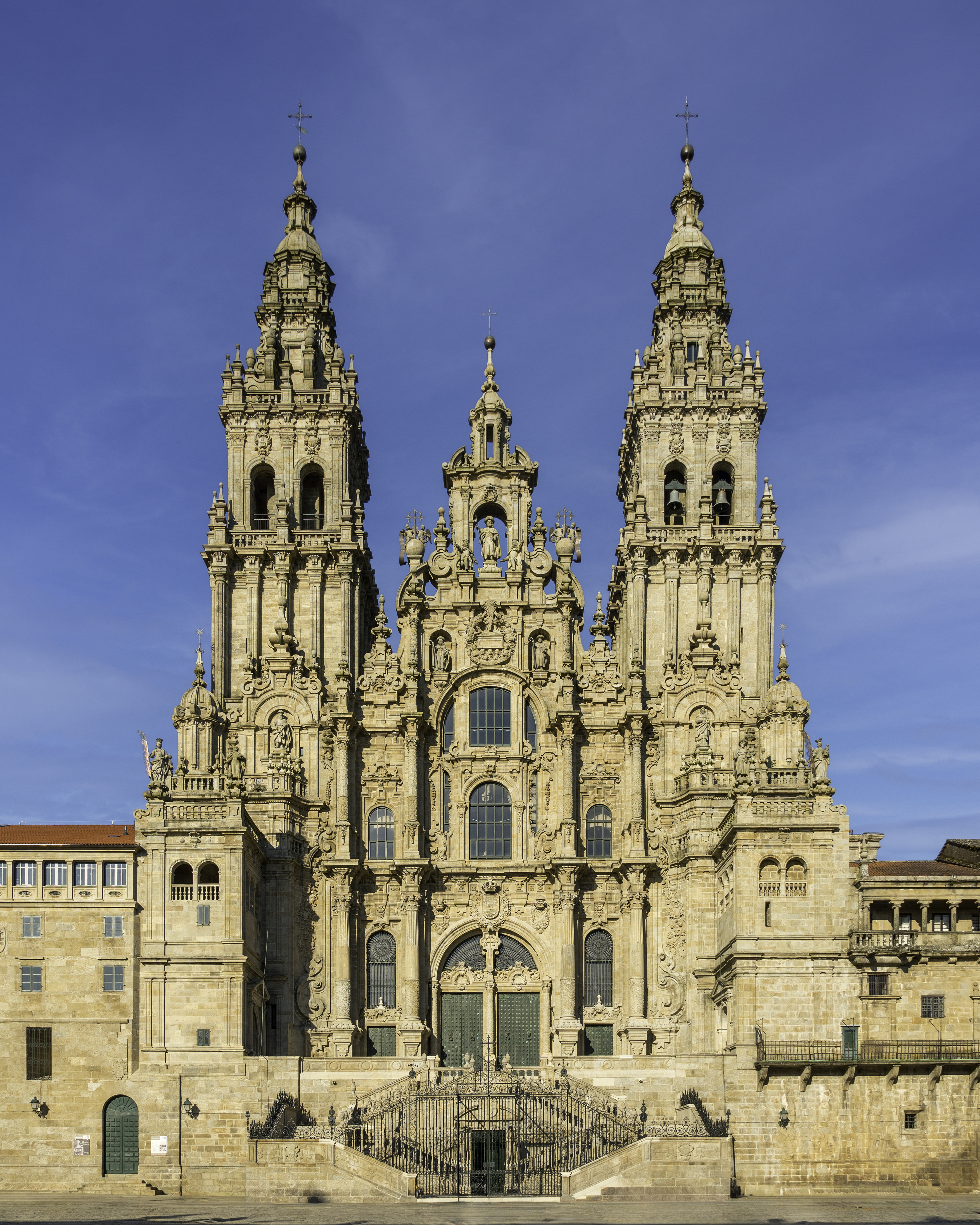
Catedral de Santiago de Compostela. Allí, Ricardo Blázquez fue consagrado obispo.

El 8 de abril de 1988, el papa Juan Pablo II lo nombró obispo titular de Germensis in Galatia y obispo auxiliar de Santiago de Compostela. Fue consagrado el 29 de mayo del mismo año, en la Catedral de Santiago de Compostela, a manos del arzobispo Antonio María Rouco Varela.
En la Conferencia Episcopal Española (CEE), fue miembro de las Comisiones Episcopales para la Doctrina de la Fe (1988-1993) y de Liturgia (1990-1993).

### Palencia
El 26 de mayo de 1992, fue nombrado obispo de Palencia. Tomó posesión canónica el 19 de julio del mismo año.
En la CEE, fue presidente de la Comisión Episcopal para la Doctrina de la Fe (1993-2002).

### Bilbao

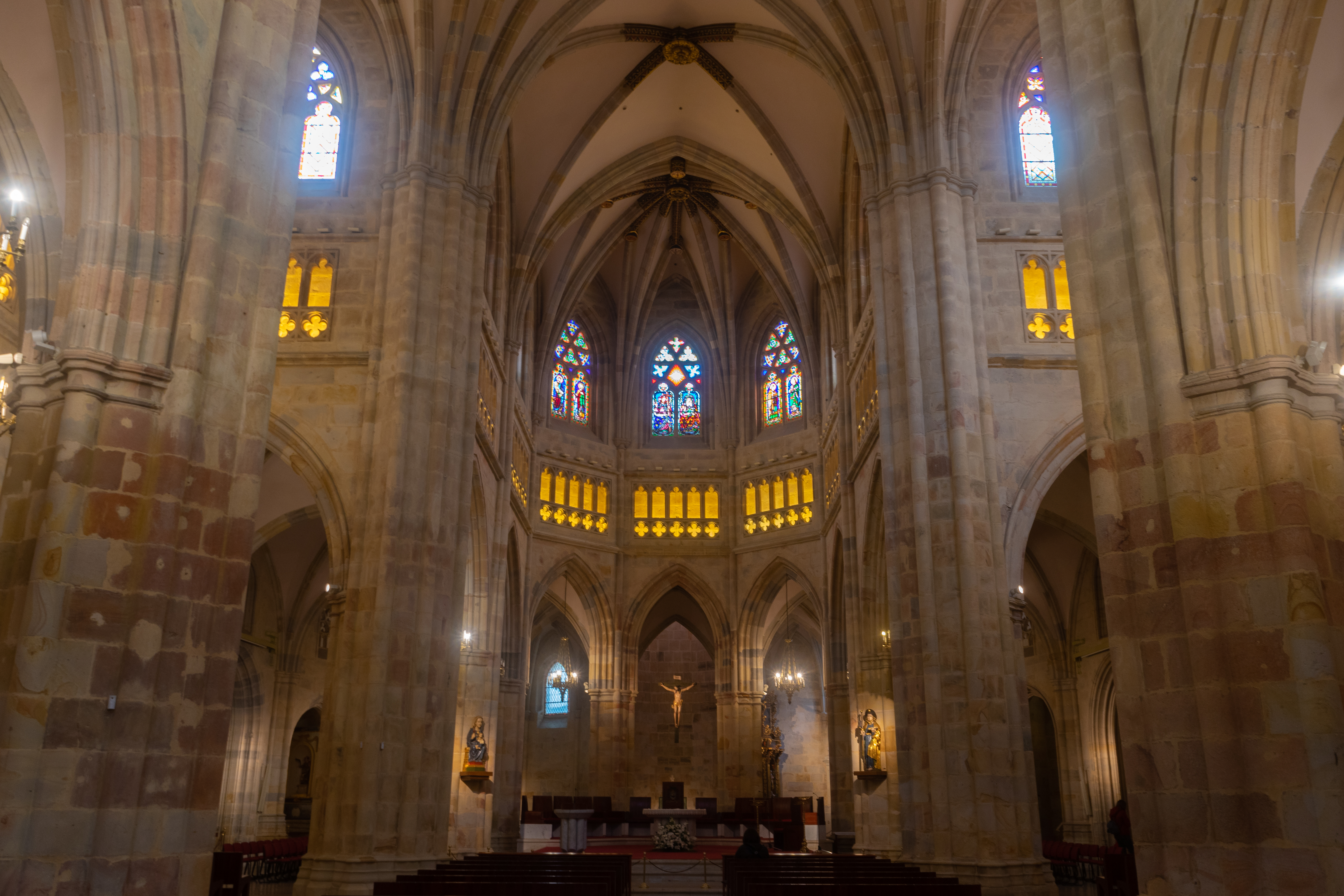
Altar de la Catedral de Bilbao. Blázquez fue obispo diocesano entre 1995 y 2010.

El 8 de septiembre de 1995, el papa Juan Pablo II lo trasladó a la diócesis de Bilbao. La decisión fue acogida con gran desagrado por el Partido Nacionalista Vasco (PNV). Xabier Arzalluz, entonces presidente del PNV, se refirió a él despectivamente como "un tal Blázquez". No obstante, con el tiempo logró ganarse la confianza de los principales dirigentes nacionalistas vascos. Tras la emisión de varios reportajes informativos en televisión, su madre le comentó con preocupación: «Hijo mío, creo que vas a tener problemas». Tomó posesión canónica el 29 de octubre del mismo año, durante una ceremonia en la Catedral de Bilbao. 
Durante su estancia en la diócesis bilbaína, Blázquez pidió reiteradamente el fin de ETA y expresó su reconocimiento a las víctimas y a quienes fueron amenazados por la banda.
En la CEE, fue presidente de la Comisión Episcopal de Relaciones Interconfesionales (2002-2005). En marzo de 2005, fue elegido presidente de la institución, cargo que ocupó hasta marzo de 2008, cuando pasó a ser vicepresidente durante dos trienios.
Participó en la XI y XII Asamblea General Ordinaria del Sínodo de los Obispos, en 2005 y 2008, respectivamente.

### Valladolid

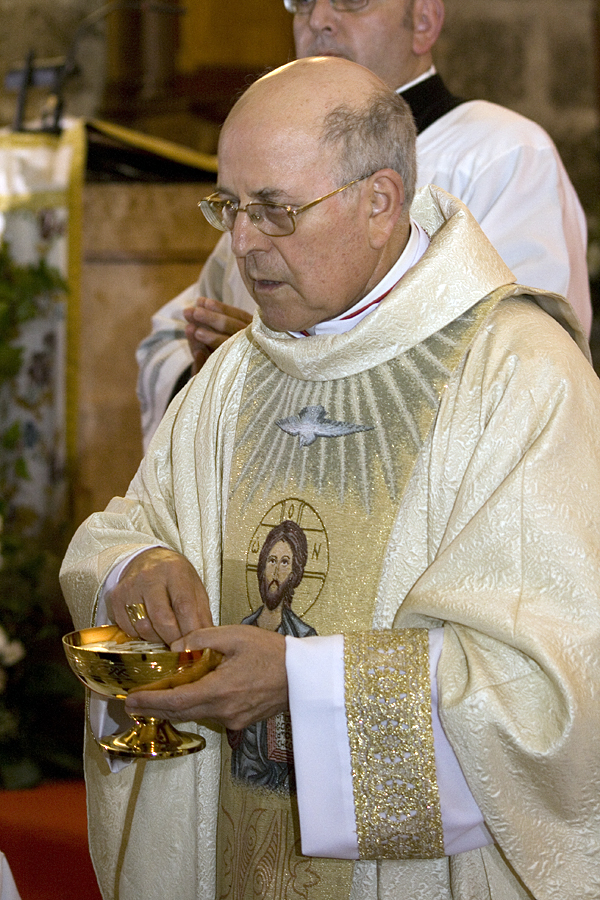
Blázquez en su posesión como arzobispo (2010).

El 13 de marzo de 2010, el papa Benedicto XVI lo nombró arzobispo de Valladolid. Tomó posesión canónica el 17 de abril del mismo año, durante una ceremonia en la Catedral de Valladolid. El 29 de junio siguiente, en una ceremonia en la Basílica de San Pedro, recibió la imposición del palio arzobispal de manos del papa Benedicto XVI.
En 2010 fue designado miembro de la comisión que Benedicto XVI creó para la investigación y saneamiento de los Legionarios de Cristo y el movimiento Regnum Christi, bajo la coordinación de Velasio De Paolis. Blázquez ya había participado en la comisión de investigación de su fundador, Marcial Maciel.

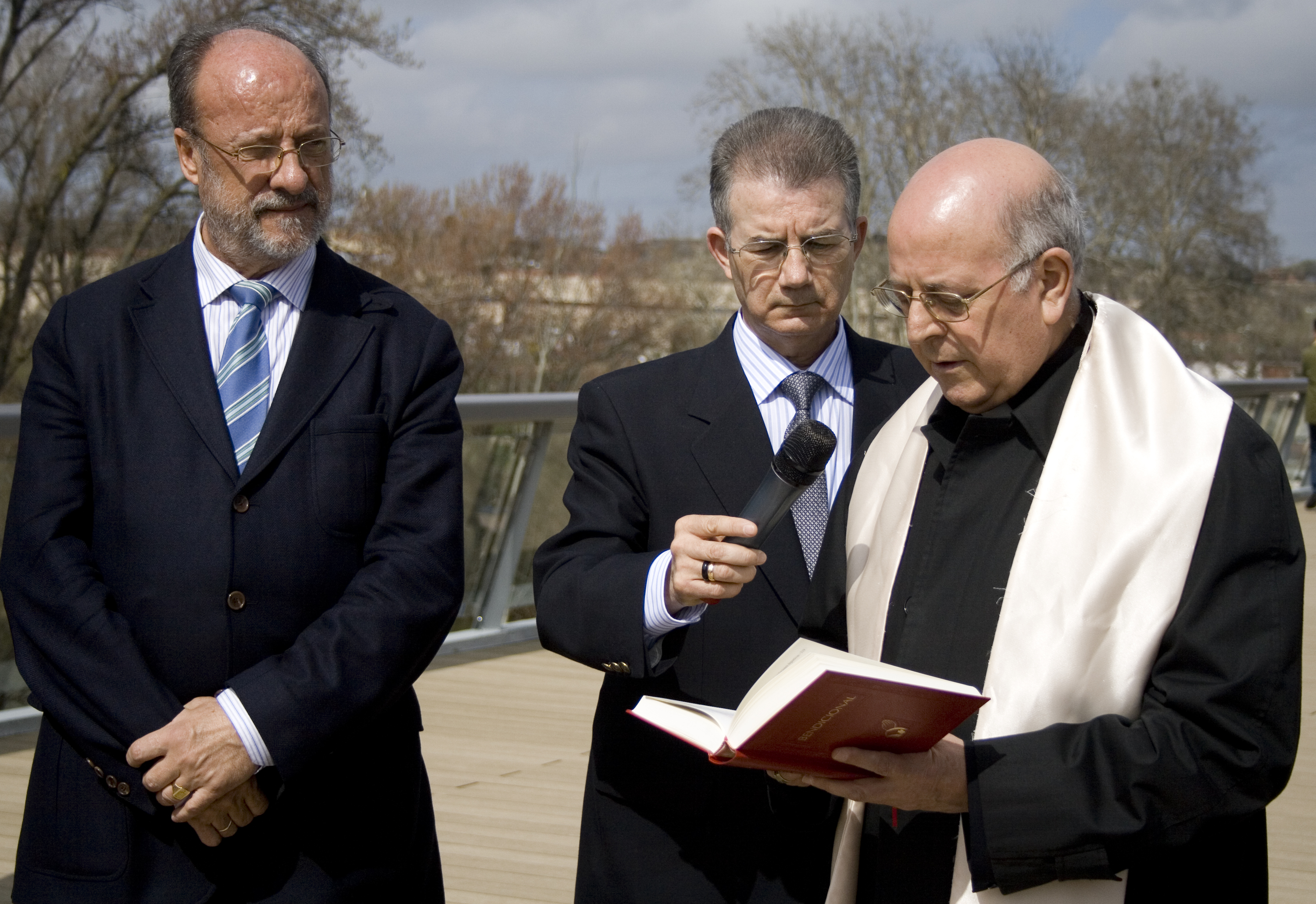
El arzobispo Blázquez impartiendo la bendición al Puente Santa Teresa de Valladolid (2011).

El 25 de marzo de 2011, fue inaugurado el Puente de Santa Teresa de Valladolid, recibiendo la bendición del arzobispo Blázquez.
Al año siguiente, como es tradición de la llegada de un nuevo arzobispo, proclamó el Sermón de las Siete Palabras en la Plaza Mayor.
Participó en la XIII Asamblea General Ordinaria (2012), en la III Asamblea General Extraordinaria (2014), en la XIV Asamblea General Ordinaria (2015), y en la XV Asamblea General Ordinaria del Sínodo de los obispos (2018).
En la Conferencia Episcopal Española (CEE) es, desde marzo de 2020, miembro de la Comisión Episcopal para la Doctrina de la Fe. Es, además, miembro de la Comisión Permanente y miembro del Consejo de Cardenales. El 12 de marzo de 2014, fue nuevamente elegido presidente. El 14 de marzo de 2017, fue reelecto para un nuevo trienio, cuyo mandato finalizó el 3 de marzo de 2020. 
El 29 de marzo de 2014 fue nombrado miembro de la Congregación para los Institutos de Vida Consagrada y las Sociedades de Vida Apostólica, con confirmación usque ad octogesimum annum el 28 de mayo de 2019.

#### Renuncia

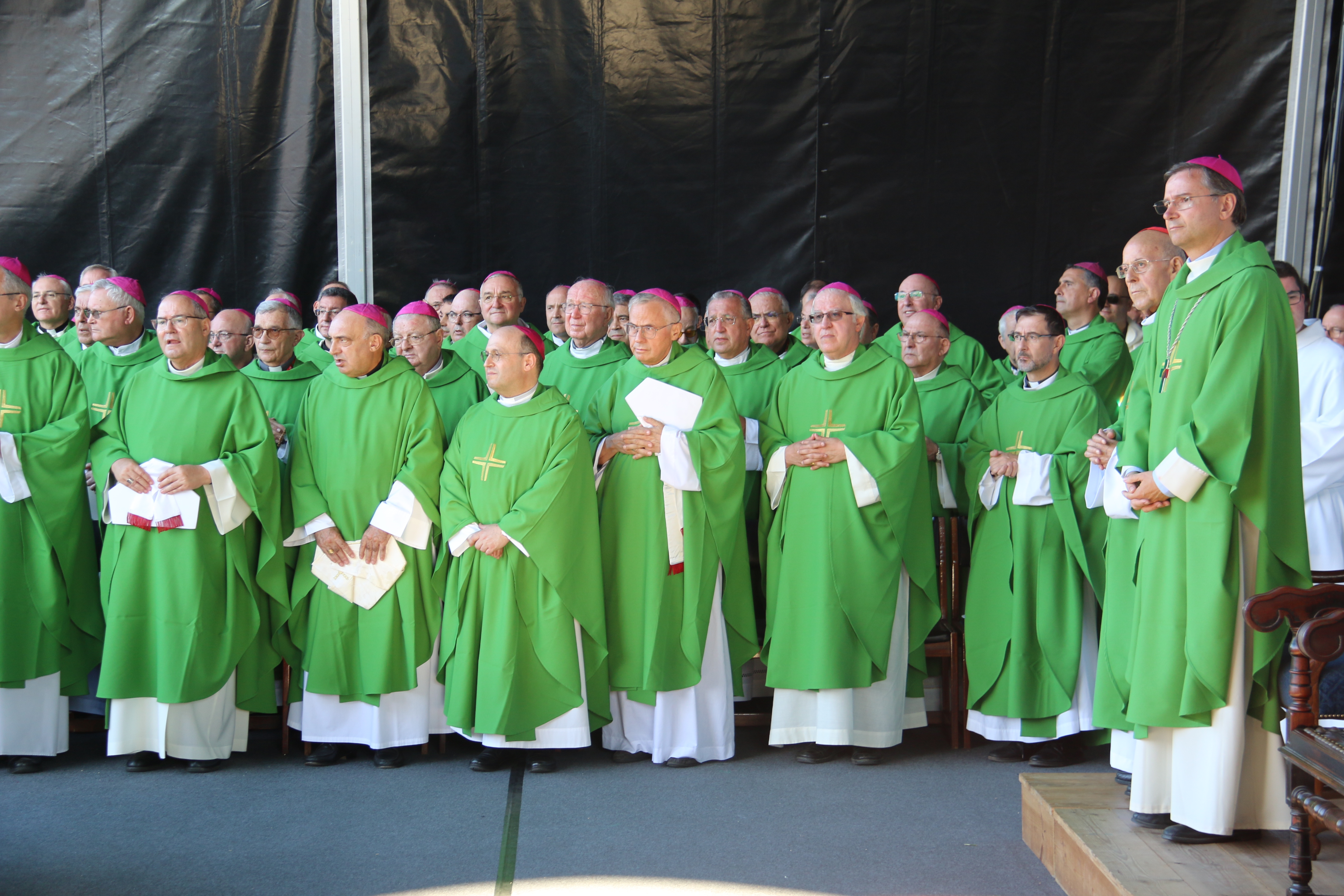
Blázquez junto al episcopado español durante la JMJ Lisboa 2023.

En 2017, presentó su renuncia como lo establece el Código de Derecho Canónico. El 17 de junio de 2022, el papa Francisco aceptó su renuncia como arzobispo de Valladolid, nombrado a su sucesor al mismo tiempo. Ejerció de administrador apostólico sede vacante hasta el 30 de julio de 2022. Tras su retiro, se trasladó a Ávila para residir en la Casa Sacerdotal.
El 23 de marzo de 2023, fue ingresado en el Hospital Nuestra Señora de Sonsoles de Ávila para someterse a diferentes pruebas diagnósticas.

## Cardenalato

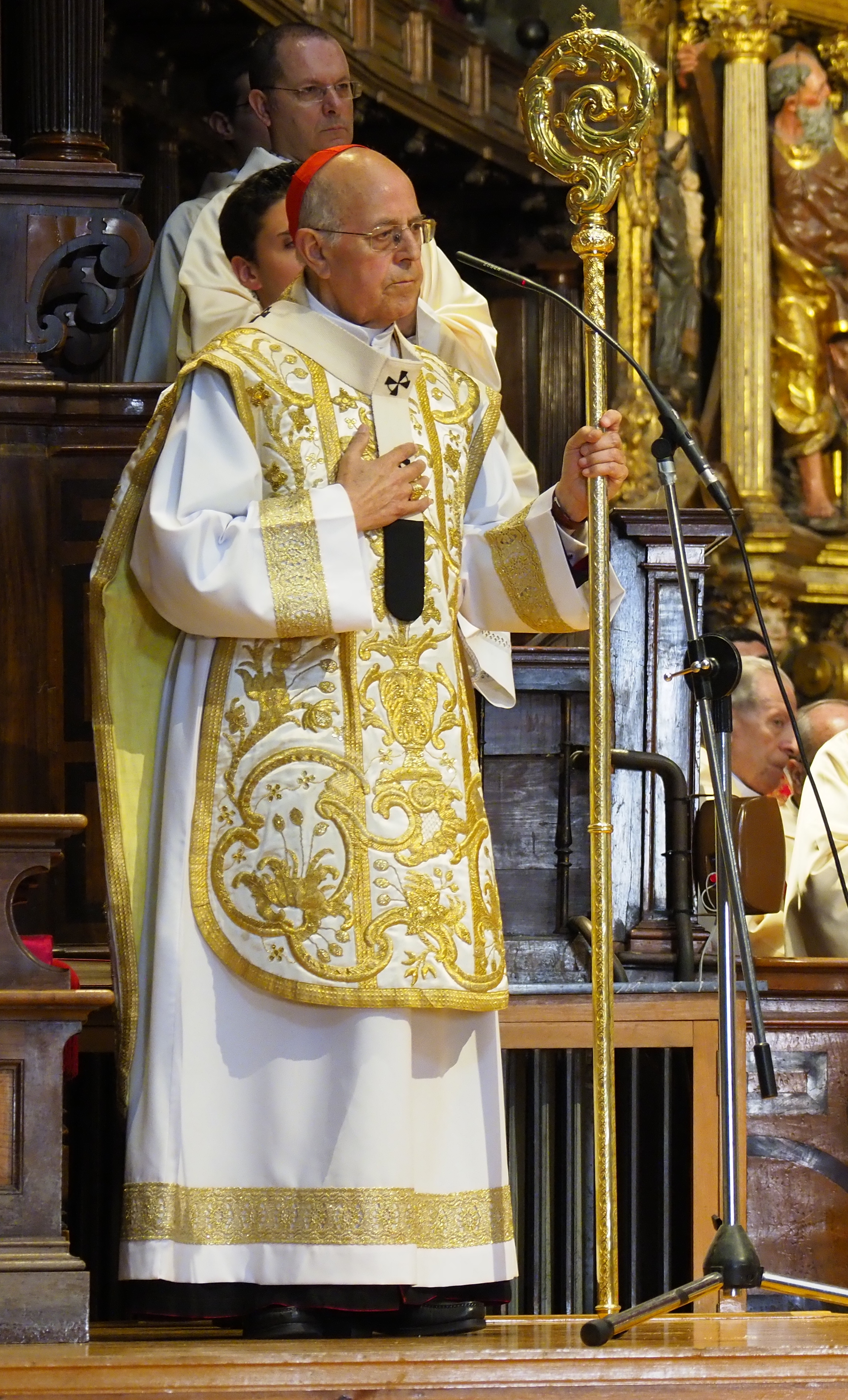
El cardenal Ricardo Blázquez durante el Corpus Christi en Valladolid de 2018.

El 4 de enero de 2015, durante el Ángelus del papa Francisco, se hizo público que sería creado cardenal. Fue creado cardenal por el papa Francisco durante el consistorio del 14 de febrero del mismo año, con el titulus de cardenal presbítero del Santa María en Vallicella. Tomó posesión formal de su Iglesia Titular el 11 de octubre.
El 17 de marzo de 2015 fue nombrado miembro de la Congregación para la Doctrina de la Fe, siendo confirmado usque ad octogesimum annum el 3 de marzo de 2020. También fue nombrado miembro del Pontificio Consejo de la Cultura, con confirmación usque ad octogesimum annum el 12 de mayo de 2020.
Fue pregonero de la Semana Santa de Valladolid en 2015.
El 5 de mayo de 2015, fue nombrado miembro de la Congregación para las Iglesias Orientales. El 15 de diciembre del mismo año, fue nombrado miembro de la Administración del Patrimonio de la Sede Apostólica.
El 6 de septiembre de 2016, fue nombrado miembro de la Congregación para el Culto Divino y la Disciplina de los Sacramentos.
El papa Francisco ha reconocido que profesa a Blázquez un especial sentimiento de afecto y este lo ha acompañado en eventos destacados, como la Jornada Mundial de la Juventud 2016 en Cracovia o, en 2017, el 125 aniversario del Pontificio Colegio Español de San José en Roma o el centenario de las Apariciones de Fátima. 

## Posiciones políticas e ideológicas

### Relaciones LGBT+
Blázquez señaló que el matrimonio se basa en "el concepto de la complementariedad" y afirmó: "Las otras uniones pueden denominarse de distintas maneras, pero nunca como matrimonio". No obstante, expresó su "respeto" hacia las personas homosexuales y subrayó que "no pueden ser ridiculizados".
En una entrevista, Blázquez advirtió que no se debe denominar "matrimonio" a cualquier convivencia estable, sino únicamente a la unión entre un hombre y una mujer con el propósito de transmitir vida.

### Asesinato de Miguel Ángel Blanco

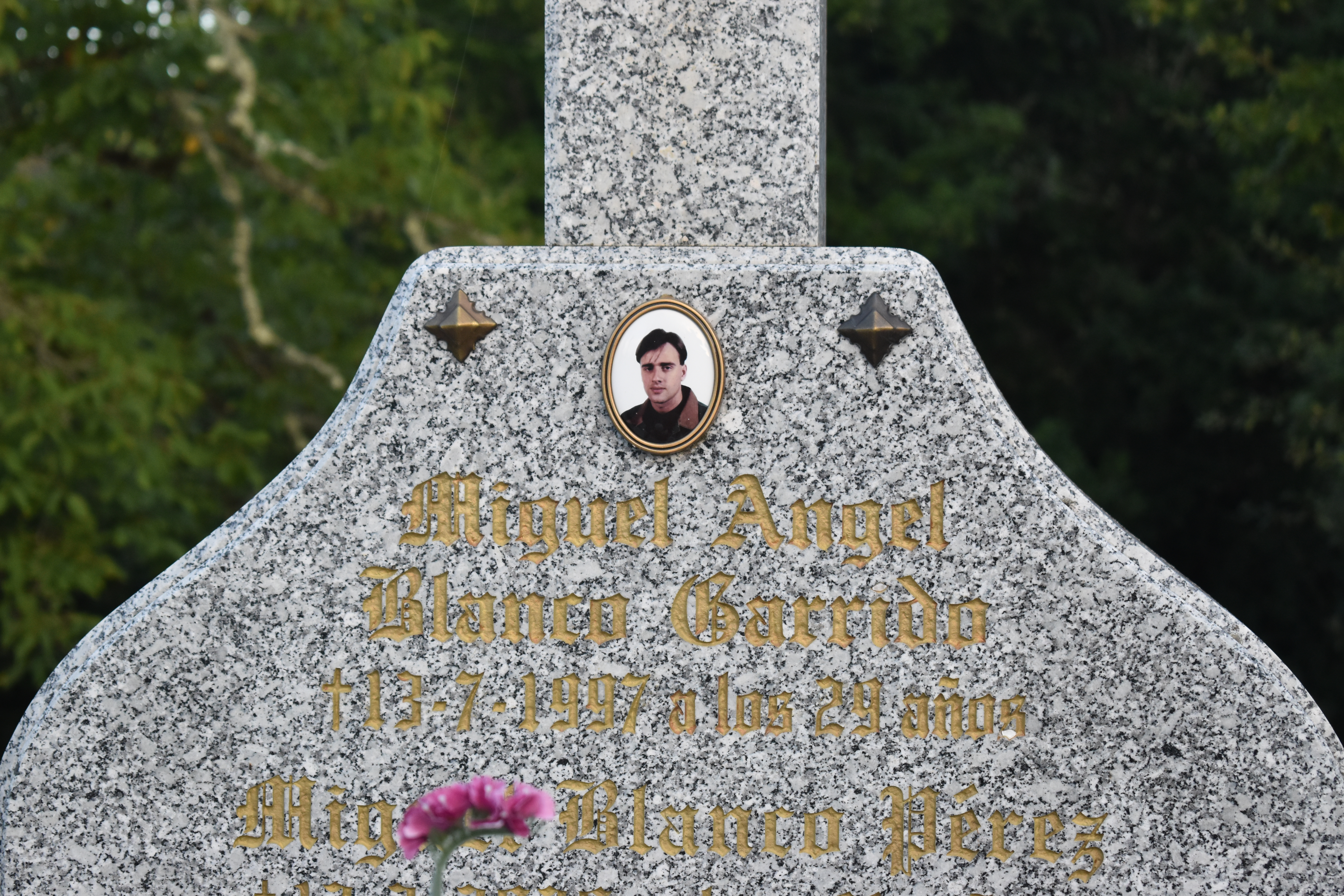
Tumba de Miguel Ángel Blanco.

Ricardo Blázquez recuerda que la pacificación en el País Vasco no sería posible si los etarras eran acogidos “como héroes”. Como obispo de Bilbao en el momento del asesinato de Miguel Ángel Blanco, rememoró los hechos 25 años después y expresó su profunda impresión por la actitud de las víctimas del terrorismo, destacando que “nunca se tomaron la justicia por su mano”.
Blázquez, quien ofició el funeral de Blanco, afirmó que su asesinato supuso “una sacudida de conciencia para todos, incluso para los más tibios”. En su opinión, marcó un punto de inflexión en la sociedad, generando una reacción clara y decidida de rechazo a la violencia.
Recordó aquellos días como “uno de los capítulos más dolorosos de Euskadi” y subrayó la importancia de diferenciar entre nacionalismo, independentismo y terrorismo, señalando que este último es “un atentado contra la propia vida”. Desde el primer momento, el obispado de Bilbao emitió una nota exigiendo la liberación del edil secuestrado.
Al conocer la noticia, Blázquez visitó a los padres de Blanco en su casa y los encontró completamente destrozados. También estuvo con ellos en el hospital, donde aún permanecía el cuerpo de su hijo. “Tras dar un beso al cuerpo de Miguel Ángel, pude rezar con su familia”, relató.
Además, destacó la gran movilización que tuvo lugar en Bilbao el 12 de julio, describiéndola como una de las más multitudinarias que había visto. “Fue una manifestación contundente en la exigencia de libertad y en la condena del secuestro”, recordó. Para él, aquella protesta fue un grito unánime de toda la sociedad, en el que también estuvo presente la voz de la Iglesia.

### Ley de Memoria Democrática
Blázquez destacó la importancia de la transición, marcada por acontecimientos decisivos. Consideró que este periodo permitió el reencuentro entre los españoles, tanto quienes regresaron del exilio como quienes permanecieron en el país. También valoró «una reconciliación con una amnistía».

### Carta pastoral:Preparar la paz
Firmó, junto con obispos vascos y el de Navarra, en una nota pastoral contra la Ley de Partidos del Segundo Gobierno de Aznar y la ilegalización de Batasuna. Esto provocó un enfrentamiento entre la Iglesia vasca y el PP en 2002 y sigue siendo la postura oficial de los prelados vascos sobre el terrorismo. En la carta pastoral Preparar la paz, Blázquez y los obispos vascos calificaron la Ley de Partidos como un “asunto candente y resbaladizo” y advirtieron que su aplicación “agudizaría” la división y la confrontación cívica. En su lugar, propusieron un diálogo paciente que favoreciera el acuerdo y reafirmaron que la paz era incompatible con el terrorismo de ETA.
Los obispos vascos, incluido Blázquez, no firmaron el documento Valoración moral del terrorismo en España, sus causas y consecuencias, aprobado por la Asamblea Plenaria de la Conferencia Episcopal Española en noviembre del mismo año. Meses antes, Juan María Uriarte, recordó que la posición de la Iglesia vasca sobre el terrorismo seguía basándose en la pastoral suscrita por los obispos vascos y no en el documento del episcopado español.

## Escudo cardenalicio

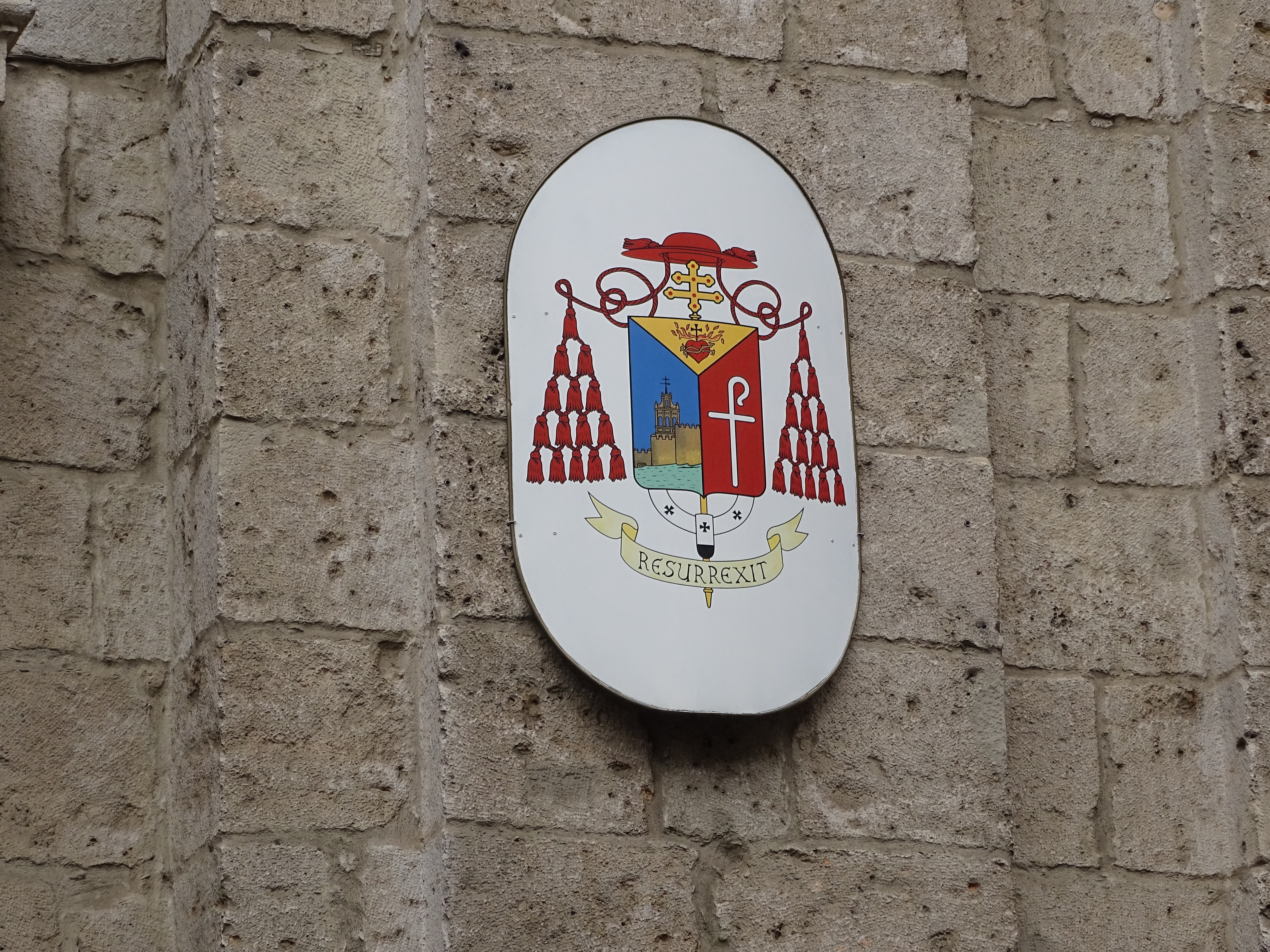
Escudo cardenalicio de Ricardo Blázquez en el Santuario Nacional de la Gran Promesa.

El propio Blázquez relata que, al ser ordenado obispo de Palencia, no encargó ningún escudo heráldico, sino únicamente un sencillo sello con un crismón para sus documentos. Sin embargo, cuando fue creado cardenal, se le indicó la necesidad de contar con un escudo, el cual debía figurar en la portada de la iglesia titular que le asignara el papa Francisco: Santa María en Vallicella.
El diseño del escudo fue realizado por el sacerdote romano y experto en heráldica Antonio Pompili, quien previamente había adaptado el escudo cardenalicio de Jorge Mario Bergoglio para su ministerio papal.
El escudo de Blázquez se compone de tres cuarteles: el primero contiene el crismón de su sello original, ahora sobre un fondo rojo; el segundo muestra la espadaña del Carmen sobre la muralla de Ávila, en referencia a su provincia natal; y el tercero representa el Sagrado Corazón de Jesús, en alusión al Santuario Nacional de la Gran Promesa de Valladolid, su archidiócesis.

## Distinciones
- Hijo predilecto de Villanueva del Campillo, el 17 de septiembre de 2005.
- Medalla de oro de la Universidad Pontificia de Salamanca, el 3 de diciembre de 2009.
- Hijo predilecto de Valladolid, el 7 de mayo de 2022.[46]
- Hermano Mayor Honorífico de la Hermandad del Rocío de Medina del Campo, el 14 de mayo de 2022.[47]

## Obras

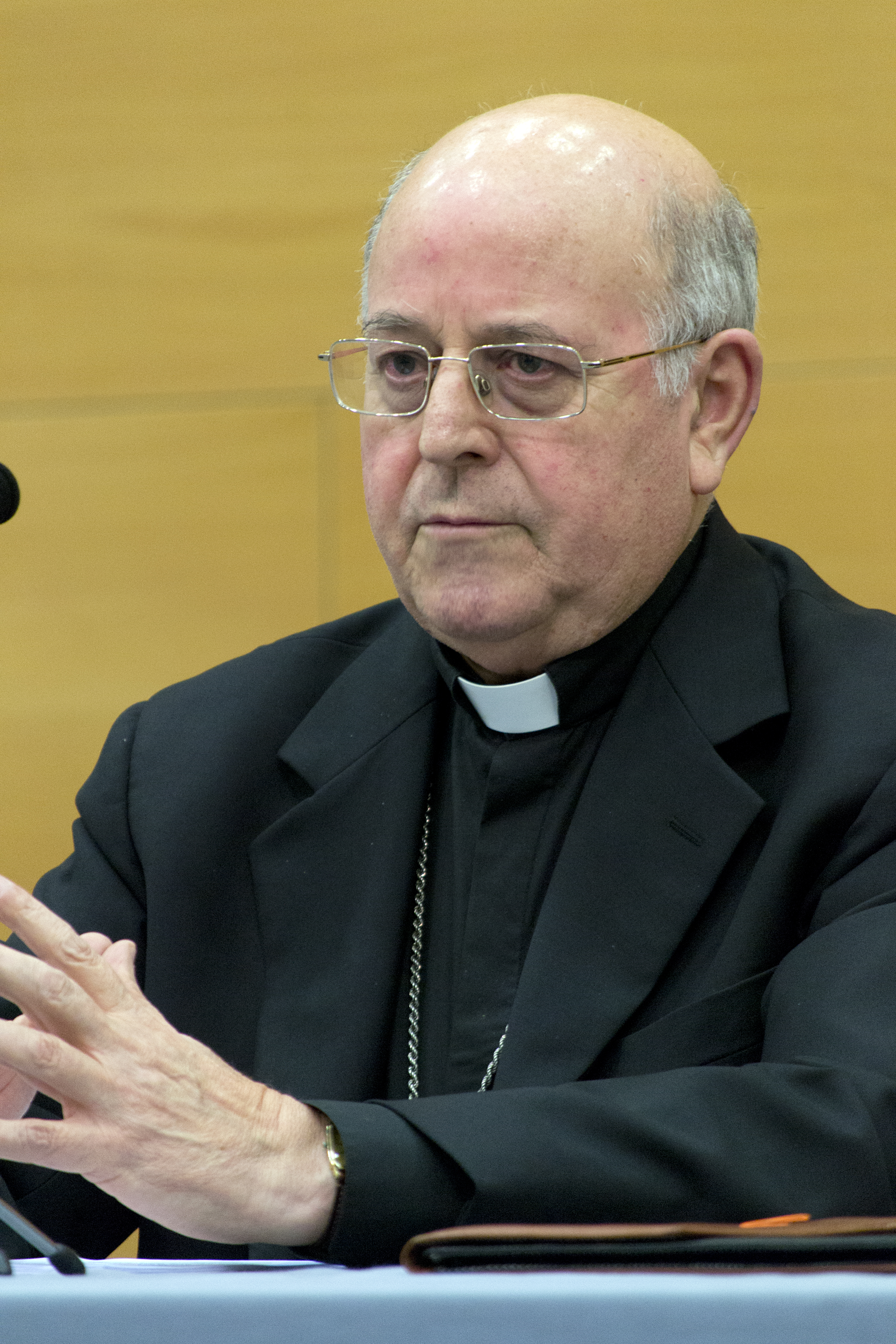
Ricardo Blázquez impartiendo una conferencia sobre el Sínodo de los obispos: La nueva evangelización para la transmisión de la fe cristiana, en el Estudio Teológico Agustiniano (2013).

Además de colaborar en la redacción de muchos documentos de la Conferencia Episcopal Española, es autor de numerosas publicaciones, entre las que cabe destacar:
- La resurrección en la cristología de Wolfhart Pannenberg (1976).
- Jesús sí, la Iglesia también (1983).
- Jesús, el Evangelio de Dios (1985).
- Las comunidades neocatecumenales. Discernimiento teológico (1988).
- La Iglesia del Concilio Vaticano II (1989).
- Tradición y esperanza (1989).
- Iniciación cristiana y nueva evangelización (1992).
- Transmitir el Evangelio de la verdad (1997).
- En el umbral del tercer milenio (1999).
- La esperanza en Dios no defrauda: consideraciones teológico-pastorales de un obispo (2004).
- Iglesia, ¿qué dices de Dios? (2007).
- Iglesia y palabra de Dios (2011).
- Del Vaticano II a la nueva evangelización (2013).
- Un obispo comenta el Credo (2013).
- Memoria y gratitud (2016).